# Sacha Stern
Sacha Stern – brytyjski historyk.
Ukończył studia licencjackie w zakresie historii starożytnej w Oxfordzie w 1986 i magisterskie w zakresie antropologii społecznej na University College London (UCL) w 1988. Tytuł doktora judaistyka uzyskał w 1992 w Oxfordzie. Obecnie wykładowca na UCL. Jego zainteresowania badawcze koncentrują się na żydach od okresu perskiego (VI w. p.n.e.) do końca starożytności (VII w. n.e.)
Redaktor "Journal of Jewish Studies".

## Książki
- Jewish Identity in Early Rabbinic Writings (Leiden: E.J. Brill, 1994).
- Calendar and Community: a History of the Jewish Calendar, 2nd cent. BCE â€“ 10th cent. CE. (Oxford: Oxford University Press, 2001).
- Time and Process in Ancient Judaism (Oxford: Littman Library, 2003).